# Cantarell (police de caractères)
Cantarell est une police de caractères linéale créée par Dave Crossland en 2009 et adoptée comme police par défaut par l’environnement de bureau GNOME en 2010.